# Марбуа
Марбуа (фр. Marbois) — муніципалітет у Франції, у регіоні Верхня Нормандія, департамент Ер. Марбуа утворено 1 січня 2016 року шляхом злиття муніципалітетів Шантлу, Ле-Шен, Лез-Ессар i Сен-Дені-дю-Беелан. Адміністративним центром муніципалітету є Ле-Шен. Населення — 1308 осіб (01.01.2021).